# Icaleptes malkini
Icaleptes malkini is een hooiwagen uit de familie Icaleptidae.